# الأدب المظلم
الأدب المظلم -ويُعرف أيضًا باسم خيال النوار (أو الروايات المظلمة)- هو تصنيف فرعي لأدب الجريمة.

## مفهومه
أصبح الأدب المظلم في مضمونه المعاصر يشير بوضوح إلى السوداوية في فكرته الأساسية وموضوعه، ويتضمن مزيجًا مربكًا من الجنس والعنف.
يتشابه الأدب المظلم ويجري خلطه أحيانًا بالأدب البوليسي البحت، بسبب اقتباس وتبني بعض أفكار القصص البوليسية البحتة في الأفلام السوداوية، ولكن الاثنين ليسا متماثلين، على الرغم من هذا كلاهما يجسد في معانيه باستمرار خلفية الفساد النظامي والمؤسسي. ومع ذلك، فإن الأدب المظلم يتمحور حول أبطال تتجسد شخصياتهم إما ضحايا أو مشتبه بهم أو جناة، وغالبًا ما تكون لديهم نزعة لهدم ذواتهم. يُجبر بطل الرواية النموذجي في الأدب المظلم على التعامل مع نظام قانوني أو سياسي أو نظام آخر فاسد، يكون بطل الرواية فيه إما ضحية ويريد إيذاء الآخرين أو مضطرًا إلى إيذاء الآخرين، مما يؤدي إلى وضع لا بد من حدوث الخسائر فيه.
يجادل أوتو بينزلر أن القصص البوليسية التقليدية البحتة والقصص السوداوية «متعارضتان تمامًا، مع وجود مقدمات فلسفية متبادلة».
في الروايات الكلاسيكية الخاصة بالتصنيف البوليسي البحت، كما يتضح لنا من إبداعات الكتاب، مثل داشيل هاميت وريموند تشاندلر وميكي سبيلان، تكون لشخصية البطل قابلية للانحراف أو مخالفة القانون، ولكن هذا يجري مع وكالة ذات مغزى في السعي لتحقيق العدالة، و«ليست كل قضية من قضاياهم تكون ذات نهاية سعيدة، ومع ذلك سيخرج البطل بسجل أخلاقي نظيف». بينما تقدم الروايات السوداوية نقيض ما يحصل هنا.
سواء كانت الأفلام أو الروايات أو القصص القصيرة، هي حكايات وجودية متشائمة عن الناس، متضمنةً (أو على وجه الخصوص) أبطالًا معيبين على نحو خطير ومشكوك في أخلاقياتهم. الأسلوب عمومًا قاتم وعدمي، مع شخصيات يقودهم جشعهم وشهواتهم وغيرتهم وعزلتهم إلى دوامة هبوطية، إذ تنحرف خططهم ومخططاتهم حتمًا، وتؤدي مكائد شهوتهم التي لا هوادة فيها إلى الكذب والسرقة والغش وحتى القتل، لأنهم يصبحون أكثر فأكثر متشابكين في شبكة لا يمكنهم تخليص أنفسهم منها.
وصفت المؤلفة والأكاديمية ميغان أبوت الاثنين على النحو الآتي:
يختلف الأدب البوليسي البحت عن الأدب السوداوي، على الرغم من أنه يجري الاقتباس وتبادل الأفكار بين هذين التصنيفين. الجدال الشائع هي أن الروايات البوليسية البحتة امتداد للغرب المتوحش وروايات رائدة في القرن التاسع عشر. تصبح البرية هي المدينة، وعادة ما يكون البطل شخصية ساقطة إلى حد ما كمحقق أو شرطي, وفي النهاية يكون كل شيء في حالة فوضى، ويموت الناس، ولكن البطل فعل الشيء الصحيح أو اقترب منه، واستُعيد النظام إلى حد ما.
الأدب السوداوي مختلف حيث الجميع يفتقر للأخلاقيات، ولن يُحدَّد الصواب من الخطأ بوضوح، وربما لا يمكن إحراز هذا الهدف.
أندرو بيبر، في مقال نُشر في دليل كامبردج لأدب الجرائم الأمريكي، سرد القواسم الموضوعية المشتركة لرواية السوداوية على أنها «الآثار المدمرة للمال، وعدم المعنى وعبثية الوجود، والمخاوف بشأن الرجولة وبيروقراطية الحياة العامة، الافتتان بما هو مثير للعجب ورفض أسس التحليل النفسي لسيغمند فرويد». يناقش إيدي دوغان الاختلاف بين الرواية البوليسية البحتة والأدب السوداوي، مدعيًا أن «عدم الاستقرار النفسي هو السمة الرئيسية لكتابة بطل الرواية السوداوية، إن لم تكن السمة الرئيسية لكتاب هذه الروايات أنفسهم». وبالمثل، لاحظ جوني تمبل، مؤسس دار أكاشيك للطباعة، أن الرواية السوداوية تميل إلى أن تكون مكتوبة من قبل «المؤلفين الذين غالبًا ما تضعهم ظروف حياتهم في بيئات معرضة للجريمة».

## مصدره والمؤيدين له لاحقًا
ابتداءً من أربعينيات القرن الماضي، كتب المؤلف كورنيل وولريتش سلسلة من ست روايات سوداوية غير مرتبطة الأحداث بعنوان «السواد»، وجرى تكييف ثلاث منها لعمل فيلم في الأربعينيات. استُخدمت كلمة "noir" من قبل دار النشر غاليمار التي تتخذ من باريس مقرًا لها عام 1945 عنوانًا لسلسلة أعمال سوداوية التي أصبحت بصمة في الأدب الإجرامي. في جزء العالم المتحدث باللغة الإنجليزية، أصبح هذا التصنيف مصطلحًا سينمائيًا، الذي يعرف بفيلم نوار أو السينما السوداوية. ظهر هذا المصطلح مرة أخرى أول مرة في فرنسا، عام 1946، على الرغم من أنه لم يُستخدم على نطاق واسع حتى السبعينيات. يشير الفيلم السوداوي إلى الأعمال السينمائية التي تستند إلى أساسيات الروايات البوليسية البحتة والروايات السوداوية، التي تظهر الواقعية وخيبة الأمل بعد الحرب كما استوحت أيضًا من السينما التعبيرية الألمانية.
يُعد جيمس إم. كاين رائدًا أمريكيًا محترمًا في تصنيفات الروايات البوليسية البحتة والروايات السوداوية. من بين الكتاب الأمريكيين الأوائل المهمين الآخرين في تصنيف الأدب المظلم: كورنيل وولريتش وجيم تومسون وهوراس ماكوي وديفيد جوديس.
في الخمسينيات من القرن الماضي، كان للميدالية الذهبية المقدمة من دار النشر فوسيت بصمة مفيدة في إصدار روايات سوداوية وجريمة من كتّاب، مثل إليوت تشيز، وتشارلز ويليامز، وجيل بروير، وهاري ويتينجتون، وبيتر رابي، وليونيل وايت، إضافةً إلى جوديس وتومسون. في الثمانينيات، أعاد الناشر الأمريكي بلاك ليزارد إصدار العديد من هذه الأعمال. اليوم، يقدم الناشرون في دار أكاشيك للطباعة مجموعة معقدة من مختارات القصة القصيرة السوداوية.
المؤلفون الأوروبيون البارزون في هذا النوع هم جان كلود إيزو وماسيمو كارلوتو. وفقًا للناشر الإيطالي ساندرو فيري، فإن فيلم «ميديترينيان نوير» لفت نظره واهتمامه بسبب ازدواجية الحياة في البحر الأبيض المتوسط:
إن الرؤية السائدة في الروايات التي تنتمي إلى النوع المعروف باسم السوداوية في البحر الأبيض المتوسط هي رؤية متشائمة. ينظر المؤلفون واختراعاتهم الأدبية إلى مدن البحر الأبيض المتوسط، ويرون الأماكن التي حطمت وضُربت وشوهت بسبب الجريمة.
يوجد دائمًا نوع من الازدواجية التي تسود هذه الأعمال. من ناحية، توجد صورة نمطية لحياة البحر الأبيض المتوسط، وهي النبيذ الفاخر والطعام الفاخر والصداقة والعيش المشترك والتضامن والسماء الزرقاء والبحار الصافية, ونمط العيش يصل إلى الكمال تقريبًا. من ناحية أخرى، يوجد العنف والفساد والجشع وإساءة استخدام السلطة.